# Peridontodesmus morelus
Peridontodesmus morelus är en mångfotingart som beskrevs av Chamberlin 1943. Peridontodesmus morelus ingår i släktet Peridontodesmus och familjen Cryptodesmidae. Inga underarter finns listade i Catalogue of Life.